# Гивати (бригада)
84-я пехотная бригада «Гива́ти» (ивр. חטיבת גבעתי‎) — пехотная бригада Армии обороны Израиля в составе 162-й дивизии «Ха-Плада» Южного военного округа.

## История
- Бригада Гивати впервые была сформирована в декабре 1947 года в подмандатной Палестине. Первым командиром стал Шимон Авидан.
- В 1956 году бригада переведена в резерв; носила название 17-й бригады, затем 5-й бригады (под этим номером участвовала в Шестидневной войне и войне Судного дня). В 1989 году 5-й пехотной бригаде был присвоен статус элитной.
- В 1983 году сформирована новая пехотная бригада, которой было присвоено историческое имя «Гивати». Несмотря на общее название, новая бригада «Гивати» не является преемницей бригады «Гивати» времён Войны за независимость Израиля.

## Операции
- С 2000—2005 дислоцировалась в секторе Газа. Бригада Гивати, под командованием полковника Имада Фареса, была удостоена почётной медали за службу в секторе Газа в течение Интифады Аль-Аксы. Под командованием Фареса бригада Гивати достигла высокой репутации в Израиле. Бригада Гивати выполнила тысячи операций против боевиков в секторе Газа с большим успехом и низкими потерями.
- В 2004 году бригада продолжала операции в секторе Газа, под командованием полковника Эяля Айзенберга и главы Южного военного округа Дана Хареля. Гивати, технический взвод и батальон бедуинских следопытов, были удостоены знака отличия от генерала округа, главным образом, за действия против туннелей контрабанды оружия в Рафахе.

## Состав
В состав бригады входят:
- 424-й пехотный батальон «Шаке́д».
- 432-й пехотный батальон «Цаба́р».
- 435-й пехотный батальон «Ро́тем».
- 846-й разведывательный батальон (ивр. גדס"ר‎ гадса́р) «Шуале́й Шимшо́н» (Лисы Самсона), в состав которого входят:

 — Разведывательная рота (ивр. פלס"ר‎ пальса́р) «Шуале́й Шимшо́н» («Сайе́рет Гива́ти»);
 — Противотанковая рота (ивр. פלנ"ט‎ пальна́т) «Дикла́»;
 — Военно-инженерная рота (ивр. פלחה"ן‎ пальха́hан) «Доле́в»;
 — (с 2010 по 2015) Подразделение особого назначения «Римо́н» (ивр. יחידת רימון‎).
- Тренировочная база бригады (ивр. בא"ח גבעתי‎ БАХ Гива́ти);
- Рота связи бригадного подчинения (ивр. פלחי"ק‎ пальхи́к) «Мао́р».

## Символика
С 1999 года бригада Гивати относится к Южному военному округу. Солдаты Гивати носят фиолетовые береты. Символ бригады — лиса, намёк на библейских лис Самсона.

## Командиры бригады
| Имя              | Период      | Комментарий                               |
| Йехуда Дувдевани | 1983 — 1985 | В дальнейшем бригадный генерал (тат-алуф) |
| Зеэв Дрори       | 1985 — 1986 |                                           |
| Арик Моран       | 1986 — 1987 |                                           |
| Эфи Эйтам        | 1987 — 1988 | В дальнейшем бригадный генерал (тат-алуф) |
| Йом-Тов Самья    | 1988 — 1990 | В дальнейшем генерал-майор (алуф)         |
| Гиора Инбар      | 1990 — 1992 | В дальнейшем бригадный генерал (тат-алуф) |
| Гиора Айланд     | 1992 — 1993 | В дальнейшем генерал-майор (алуф)         |
| Мони Хорев       | 1993 — 1995 | В дальнейшем бригадный генерал (тат-алуф) |
| Меир Клифи       | 1995 — 1997 | В дальнейшем генерал-майор (алуф)         |
| Эяль Шляйн       | 1997 — 1999 | В дальнейшем бригадный генерал (тат-алуф) |
| Лиор Шалев       | 1999 — 2001 |                                           |
| Имад Фарес       | 2001 — 2003 | В дальнейшем бригадный генерал (тат-алуф) |
| Эяль Айзенберг   | 2003 — 2005 | В дальнейшем генерал-майор (алуф)         |
| Йоэль Стрик      | 2005 — 2007 | В дальнейшем генерал-майор (алуф)         |
| Илан Малка       | 2007 — 2009 | В дальнейшем бригадный генерал (тат-алуф) |
| Мони Кац         | 2009 — 2011 | В дальнейшем генерал-майор (алуф)         |
| Офер Леви        | 2011 — 2013 | В дальнейшем бригадный генерал (тат-алуф) |
| Офер Винтер      | 2013 — 2015 | В дальнейшем бригадный генерал (тат-алуф) |
| Ярон Финкельман  | 2015 — 2017 | В дальнейшем генерал-майор (алуф)         |
| Дадо Бар Калифа  | 2017 — 2019 | В дальнейшем генерал-майор (алуф)         |
| Ицик Коэн        | 2019 — 2021 | В дальнейшем генерал-майор (алуф)         |
| Элиад Маор       | 2021 — 2023 | В дальнейшем бригадный генерал (тат-алуф) |
| Лирон Батито     | 2023 — 2025 |                                           |
| Нетанель Шамака  | с июня 2025 |                                           |